# Спейниш-Порт
Спейниш-Порт (англ. Spanish Point; ирл. Rinn na Spáinneach) — деревня в Ирландии, находится в графстве Клэр (провинция Манстер). Название отсылает к крушению Испанской Армады у берега.
Спейниш-Порт расположена на побережье, в 2,5 км от Милтаун-Малбей, и названа в честь испанцев, погибших здесь в 1588 году, когда многие корабли Испанской армады потерпели крушение во время шторма. Те, кто сбежал со своих тонущих кораблей и благополучно добрался до земли, были позже казнены сэром Терло О'Брайеном из Лисканнора и Боэциусом Клэнси, верховным шерифом графства Клэр.
Английским властям в Ирландии не было известно, собирались ли испанцы вторгаться в Ирландию или плыли вдоль берега из-за шторма. Поскольку новости об английской победе не достигли Уильяма Фицуильяма, лорда-юстициария Ирландии, он издал общий приказ, согласно которому все испанцы, обнаруженные в Ирландии, должны быть казнены, а их корабли и сокровища захвачены. Казненные испанцы были похоронены в братской могиле в районе Спейниш-Порт, известном как Tuama Na Spáinneach (Гробница испанцев). Несмотря на это, археологических доказательств не было до 2015 года, пока группа историков, исследовавших место крушения Сан-Маркоса, не заявила, что они нашли братскую могилу под деревней, в которой находились тела казненных испанских моряков.
В Спейниш-Порт стоит отель Atlantic, который был построен в 1810 году и считался крупнейшим отелем на Британских островах. Он закрылся в 1930 году, так как его доходность зависела от приезда представителей британской знати. В результате Ирландской войны за независимость и последующего создания Ирландского свободного государства количество посетителей стало недостаточным.
В деревне расположено одно из старейших полей для гольфа в Ирландии.